# Куказар
Куказар — река на Среднем Урале России, протекает по Челябинской области. Исток реки находится на северном склоне горы Красный Камень в Верхнеуфалейском городском округе в 20 км к северо-западу от Верхнего Уфалея, устье — в Нязепетровском районе, в 803 км по правому берегу реки Уфа в 6 км восточнее Нязепетровска. Куказар впадает в Нязепетровское водохранилище. Длина реки составляет 39 км.
Часть устья реки затоплена Нязепетровским водохранилищем. В этом месте перекинут мост через реку на участке Нязепетровск — Верхний Уфалей автодороги регионального значения Красноуфимск — Арти — Нязепетровск — Верхний Уфалей — Касли.
Высота истока — 550 м над уровнем моря. Высота устья — 310 м над уровнем моря.

## Данные водного реестра
По данным государственного водного реестра России относится к Камскому бассейновому округу, водохозяйственный участок реки — Уфа от Долгобродского гидроузла до Нязепетровского гидроузла, речной подбассейн реки — Белая. Речной бассейн реки — Кама.
Код объекта в государственном водном реестре — 10010200912111100020334.

## Притоки
(км от устья)
- Большой Куказар — правый приток
- Малый Куказар — левый приток
- Бурлаковка — правый приток
- Поперечный Куказар — левый приток
- Большая Граматуха — левый приток
- 21 км: Тырышка — правый приток
- Малая Граматуха — левый приток
- 12 км: Бабушка — правый приток
- 8,1 км: Репная — правый приток